# Serbia ai Giochi della V Olimpiade
La Serbia ha partecipato alle Giochi della V Olimpiade di Stoccolma, svoltisi dal 5 maggio al 27 luglio 1912, con una delegazione di 4 atleti. Per il Paese è stata la prima partecipazione olimpica.

## Atletica leggera
Uomini
Corse e gare
| Dušan Milošević    | 100 m    | 11.6 | 3°  | non qualificato | non qualificato | non qualificato | non qualificato |
| Dragutin Tomašević | maratona | N/A  | N/A | N/A             | N/A             | ritirato        | ritirato        |
| Živko Vastić       | maratona | N/A  | N/A | N/A             | N/A             | non partito     | non partito     |